# Речевая агрессия
Речевая агрессия — использование языковых средств для выражения неприязни, враждебности; манера речи, оскорбляющая чье-либо самолюбие, достоинство. В наибольшей степени речевая агрессия находит воплощение в разговорных и публицистических сферах коммуникации.
Другие определения речевой агрессии исходят из понимания её как многоаспектного явления, включающего в себя психологические, социальные и политические составляющие:
- явное и настойчивое навязывание собеседнику определенной точки зрения;
- неаргументированное или недостаточно аргументированное открытое или латентное вербальное воздействие на адресата, с целью изменения его ценностных установок (ментальных, идеологических, оценочных и т. д.) или поражение в полемике;
- намеренную нацеленность на оскорбление или отрицательное воздействие с целью причинения вреда человеку[2][3].

## Феномен речевой агрессии в СМИ
Процессы демократизации в общественно-политической жизни в конце XX — начале XXI вв. привели и к демократизации языка СМИ. Журналисты в своем стремлении быть ближе к людям переняли у уличных ораторов, народных депутатов нелитературную лексику и жаргонизмы, с резко негативной эмоционально-экспрессивной окраской, тем самым расширив нормативные границы языка массовой коммуникации. В целях поднять рейтинги своих изданий (программ), свои собственные рейтинги, журналисты стали навязывать адресату выгодную для них точку зрения, применяя тактику сгущения красок и нагнетания агрессивных настроений, часто нарушая при этом этические нормы и намеренно перенасыщая тексты негативной информацией, тем самым оказывая вербальное воздействие на адресата, изменяя его оценочные, а порой и идеологические установки.

## Опасность речевой агрессии
Искусственно раздувая существующие проблемы, журналисты намеренно вызывают заданную эмоциональную реакцию, провоцируя агрессию у аудитории, а провокационные нападения прессы на кого-либо или что-либо культивируют стереотипы, основанные на биполярной конструкции «свой-чужой», любые отклонения от которых, могут послужить причиной дестабилизации.

## Влияние
Повреждение я-концепции является наиболее фундаментальным эффектом, который может привести к долгосрочным и более вредным результатам, чем временные эффекты. К более временным и краткосрочным последствиям относятся: обида, гнев, раздражение, смущение, уныние, унижение, отчаяние и депрессия. Вербальная агрессивность, наносящая вред самооценке человека, может преследовать человека на протяжении всей его жизни. Например, Инфанте и Вигли заявляют, что «повреждение самооценки, вызванное поддразниванием ребенка из-за аспекта внешности, может сохраняться на всю жизнь и оказывать огромное влияние на количество переживаний несчастья».

## Критика речевой агрессии
Исследователи феномена речевой агрессии подвергают её в своих публикациях острой критике, считая, что она привела к снижению уровня речевой культуры, вульгаризации современного русского языка и инвективизации речи — неоправданному употреблению бранных слов и выражений.
В публикациях отмечается, что в погоне за большей аудиторией, современные СМИ забывают о психологическом факторе, влияющем на её настроение, которое определяется как тематикой, так и стилистикой газетных, журнальных, теле- и радиоматериалов. Речевую агрессию рассматривают как средство манипулирования, которое направлено на создание негативно-тягостного эмоционального впечатления у адресата. Опасность заключается в огромных масштабах своего негативного влияния на формирование картины мира отдельного человека и общества в целом.